# ЛПР-1

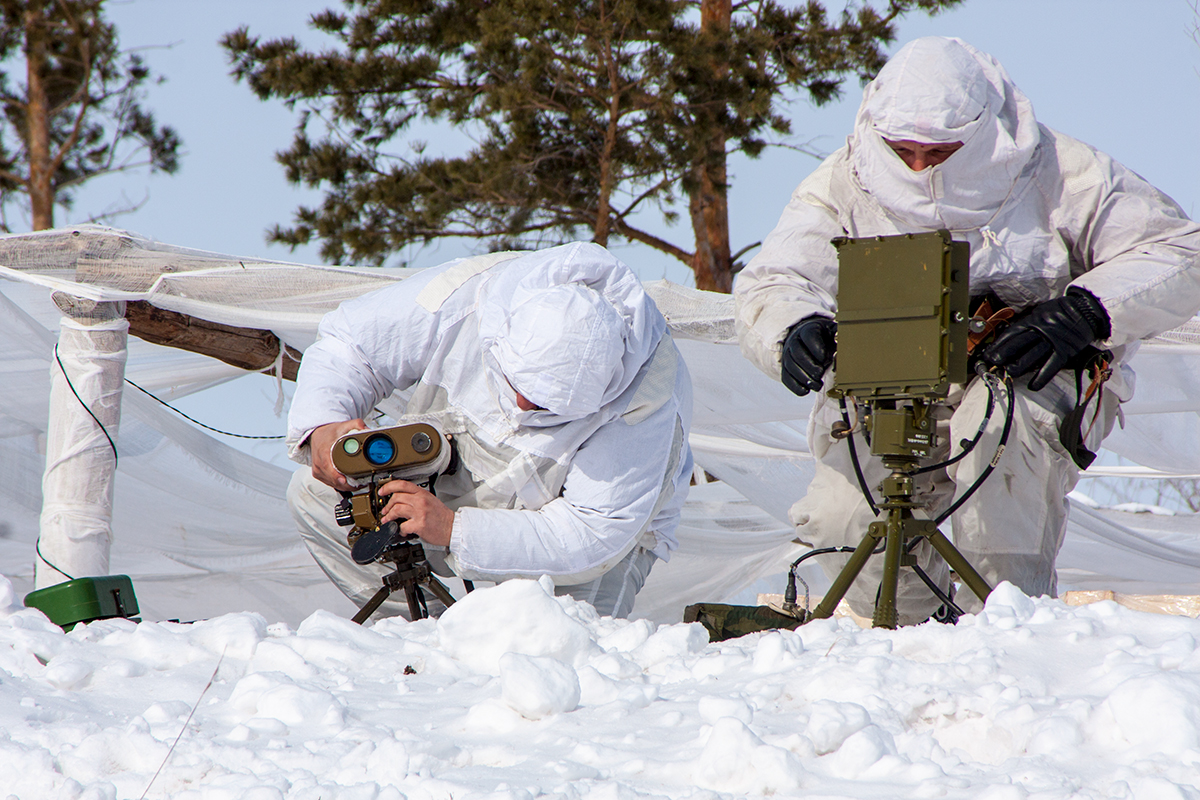
ЛПР-1 (слева) и портативный радар СБР-5М «Фара-ВР» 1Л111М на учениях 3-й мотострелковой дивизии.

ЛПР-1 «Каралон-М» (рус. Лазерный Прибор Разведки; Индекс ГРАУ 1Д13) — советский прицельно-дальномерный комплекс, основным назначением которого является ведение разведки наблюдением за местностью, измерение дистанции до подвижных и неподвижных объектов, определение координат целей, корректировка огня наземной артиллерии, обеспечение географической привязки элементов своего боевого порядка и т. п.. Разработан в 80-х годах XX века; выпускается на Феодосийском казённом оптическом заводе, а также на Казанском оптико-механическом заводе. Поступал на вооружение ОКСВ в Афганистане начиная с 1985 года.

## Конструкционные особенности
Имеет возможность автономного и внешнего электропитания от бортовой сети транспортного средства, коммуникационный разъём для передачи информации на ЭВМ, подсветку прицельной сетки и режим стробирования целей. В комплект поставки помимо дальномера входят углоизмерительное устройство, тренога, комплект ЗИП и упаковка.

## Технические характеристики
Прибор обладает следующими тактико-техническими характеристиками:
Полная масса прибора с источником питания 2,5 кг
Габаритные размеры 221×226×116 мм
Диапазон измеряемых дальностей от 145 м до 20 км
Максимально измеряемая дальность до цели типа «танк» 5000 метров
Среднеквадратическая ошибка измерения ±3,5 метра
Кратность увеличения оптического визира ×7
Угол поля зрения 6,7°
Диапазон рабочик температур от −40 до +50 °C